# Taekwondo aux Jeux olympiques d'été de 2012
Navigation
Pékin 2008 Rio de Janeiro 2016
Les épreuves de taekwondo aux Jeux olympiques d'été de 2012 se déroulent du 8 août au 11 août 2012 à Londres au Royaume-Uni.
Elles ont lieu à l'ExCeL London. En tout, 8 médailles sont pourvues dans les compétitions de taekwondo, à répartition égale entre épreuves masculines et féminines.

## Qualification
La compétition de taekwondo aux Jeux de 2012 comporte 128 athlètes, 64 de chaque sexe, 16 dans chacune des huit catégories de poids. Chaque pays peut inscrire un maximum de 4 athlètes, deux de chaque sexe. Chaque nation peut donc participer au maximum à la moitié des catégories de poids.
4 places sont réservés pour la Grande-Bretagne en tant que pays hôte et quatre autres sont des invitations décidés par la commission tripartite. Les 120 places restantes sont attribuées par un processus de qualification où les athlètes gagnent des places pour leur nation respective.
Si une nation qui s'est qualifiée grâce à un tournoi de qualification renonce à une place, elle est attribuée à la nation de l'athlète classé juste derrière dans la catégorie de poids respective de ce tournoi tant que l'ajout de cette place ne dépasse pas le quota maximum autorisé pour cette nation.

## Résultats

### Podiums

#### Hommes
| Épreuve                                            | Or                         | Argent                         | Bronze                   |
| -------------------------------------------------- | -------------------------- | ------------------------------ | ------------------------ |
| Poids mouches (moins de 58 kg) résultats détaillés | Joel González (ESP)        | Lee Dae-hoon (KOR)             | Alexey Denisenko (RUS)   |
| Poids mouches (moins de 58 kg) résultats détaillés | Joel González (ESP)        | Lee Dae-hoon (KOR)             | Óscar Muñoz Oviedo (COL) |
| Poids légers (moins de 68 kg) résultats détaillés  | Servet Tazegül (TUR)       | Mohammad Bagheri Motamed (IRI) | Terrence Jennings (USA)  |
| Poids légers (moins de 68 kg) résultats détaillés  | Servet Tazegül (TUR)       | Mohammad Bagheri Motamed (IRI) | Rohullah Nikpai (AFG)    |
| Poids moyens (moins de 80 kg) résultats détaillés  | Sebastián Crismanich (ARG) | Nicolás García (ESP)           | Lutalo Muhammad (GBR)    |
| Poids moyens (moins de 80 kg) résultats détaillés  | Sebastián Crismanich (ARG) | Nicolás García (ESP)           | Mauro Sarmiento (ITA)    |
| Poids lourds (plus de 80 kg) résultats détaillés   | Carlo Molfetta (ITA)       | Anthony Obame (GAB)            | Robelis Despaigne (CUB)  |
| Poids lourds (plus de 80 kg) résultats détaillés   | Carlo Molfetta (ITA)       | Anthony Obame (GAB)            | Liu Xiaobo (CHN)         |

#### Femmes
| Épreuve                                            | Or                     | Argent                     | Bronze                       |
| -------------------------------------------------- | ---------------------- | -------------------------- | ---------------------------- |
| Poids mouches (moins de 49 kg) résultats détaillés | Wu Jingyu (CHN)        | Brigitte Yagüe (ESP)       | Chanatip Sonkham (THA)       |
| Poids mouches (moins de 49 kg) résultats détaillés | Wu Jingyu (CHN)        | Brigitte Yagüe (ESP)       | Lucija Zaninović (CRO)       |
| Poids légers (moins de 57 kg) résultats détaillés  | Jade Jones (GBR)       | Hou Yuzhuo (CHN)           | Marlène Harnois (FRA)        |
| Poids légers (moins de 57 kg) résultats détaillés  | Jade Jones (GBR)       | Hou Yuzhuo (CHN)           | Tseng Li-cheng (TPE)         |
| Poids moyens (moins de 67 kg) résultats détaillés  | Hwang Kyung-seon (KOR) | Nur Tatar (TUR)            | Helena Fromm (GER)           |
| Poids moyens (moins de 67 kg) résultats détaillés  | Hwang Kyung-seon (KOR) | Nur Tatar (TUR)            | Paige McPherson (USA)        |
| Poids lourds (plus de 67 kg) résultats détaillés   | Milica Mandić (SRB)    | Anne-Caroline Graffe (FRA) | Anastasia Baryshnikova (RUS) |
| Poids lourds (plus de 67 kg) résultats détaillés   | Milica Mandić (SRB)    | Anne-Caroline Graffe (FRA) | María Espinoza (MEX)         |

### Tableau des médailles

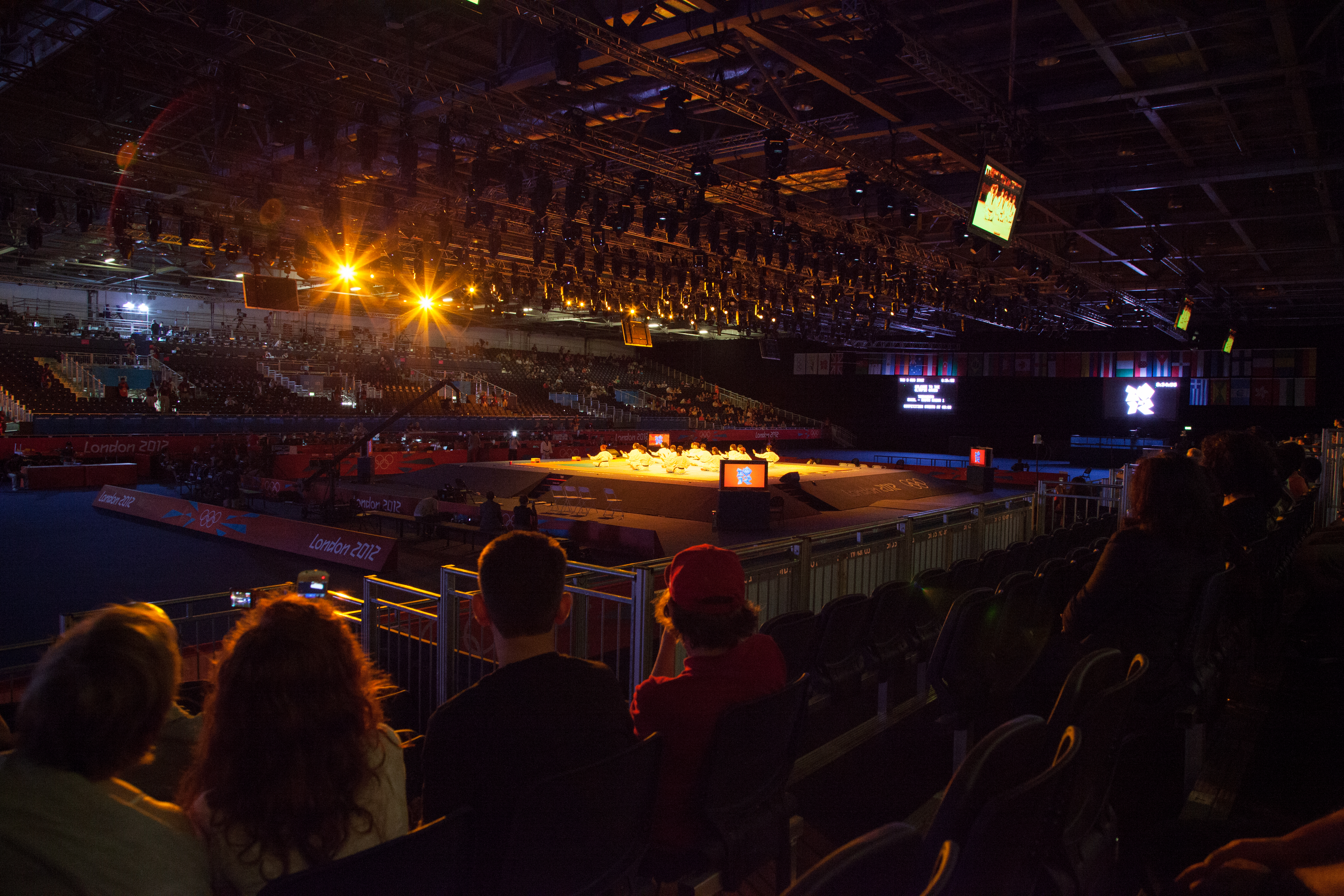
Le site de compétition.

| Rang  | Nation          | Or | Argent | Bronze | Total |
| ----- | --------------- | -- | ------ | ------ | ----- |
| 1     | Espagne         | 1  | 2      | 0      | 3     |
| 2     | Chine           | 1  | 1      | 1      | 3     |
| 3     | Corée du Sud    | 1  | 1      | 0      | 2     |
| 3     | Turquie         | 1  | 1      | 0      | 2     |
| 5     | Grande-Bretagne | 1  | 0      | 1      | 2     |
| 5     | Italie          | 1  | 0      | 1      | 2     |
| 7     | Argentine       | 1  | 0      | 0      | 1     |
| 7     | Serbie          | 1  | 0      | 0      | 1     |
| 9     | France          | 0  | 1      | 1      | 2     |
| 10    | Gabon           | 0  | 1      | 0      | 1     |
| 10    | Iran            | 0  | 1      | 0      | 1     |
| 12    | Russie          | 0  | 0      | 2      | 2     |
| 12    | États-Unis      | 0  | 0      | 2      | 2     |
| 14    | Afghanistan     | 0  | 0      | 1      | 1     |
| 14    | Colombie        | 0  | 0      | 1      | 1     |
| 14    | Croatie         | 0  | 0      | 1      | 1     |
| 14    | Cuba            | 0  | 0      | 1      | 1     |
| 14    | Allemagne       | 0  | 0      | 1      | 1     |
| 14    | Mexique         | 0  | 0      | 1      | 1     |
| 14    | Taipei chinois  | 0  | 0      | 1      | 1     |
| 14    | Thaïlande       | 0  | 0      | 1      | 1     |
| Total | Total           | 8  | 8      | 16     | 32    |